# Skogslummermossa
Skogslummermossa (Barbilophozia lycopodioides) är en mossa. Det är Härjedalens landskapsmossa
. Skogslummermossa är en levermossa och har breda blad med spetsuddiga flikar.